# Jižní Chorásán
Provincie Jižní Chorásán (persky استان خراسان جنوبی‎) je íránská provincie nacházející se ve východní části země, na hranicích s Afghánistánem. Provincie vznikla v roce 2004 administrativním rozdělením provincie Chorásán na tři nové provincie: Severní Chorásán, Jižní Chorásán a Chorásán-e Razaví. Hlavním městem je Bírdžand. Provincie se dělí na 11 krajů.

## Obyvatelstvo
Největší etnickou skupinu tvoří Peršané. Dalšími skupinami jsou Balúčové a v důsledku bojů v sousedním Afghánistánu i Paštúni.

## Hospodářství
Provincie je známá hlavně výrobou koberců. Pěstuje se zde šafrán a dřišťál.